# Лі Шилун
Лі Шилун (кит. трад. 李師龍, спр. 李师龙, піньїнь: Lǐ Shīlóng; нар. 10 серпня 1977) – китайський шахіст, гросмейстер від 2002 року.

## Шахова кар'єра
1997 року представляв Китай на чемпіонаті світу серед юніорів до 20 років, який відбувся в Жагані, поділивши 11-16-те місце. 2001 року посів 2-ге місце в Аньо (позаду Юя Шаотена) та Пекіні (позаду Чжана Пенсяна). 2002 року поділив 3-4-те місце (позаду Бу Сянчжі і Чжана Пенсяна, разом з Жао Янем) у фіналі чемпіонату Китаю, який відбувся в Ціньхуандао. 2005 року досягнув найбільшого успіху в кар'єрі, здобувши в Гайдарабаді срібну медаль чемпіонату Азії. Завдяки цьому успіху того ж року взяв участь у Кубку світу, де в 1-му раунді поступився Франсіско Вальєхо Понсу. 2008 року переміг на турнірі за швейцарською системою в Манілі.
Найвищий рейтинг Ело в кар'єрі мав станом на 1 листопада 2012 року, досягнувши 2561 балів займав тоді 10-те місце серед китайських шахістів.